# Strada europea E89
La E89 è una strada europea che collega Gerede ad Ankara. Come si evince dalla numerazione, si tratta di una strada intermedia con direzione nord-sud.

## Percorso
La E89 è definita con i seguenti capisaldi di itinerario: "Gerede - Kızılcahamam - Ankara".